# Isaac Nicolau Salum
Isaac Nicolau Salum (Alpinópolis, 24 de março de 1913 – São Paulo, 4 de maio de 1993) foi um letrólogo, linguista, filólogo e teólogo brasileiro cujas pesquisas focavam-se principalmente na linguística românica. Sua carreira acadêmica se desenvolveu na Universidade de São Paulo, onde foi considerado, com Theodoro Henrique Maurer Júnior, um dos "introdutores da ciência linguística". Foi um dos fundadores do Grupo de Estudos Linguísticos do Estado de São Paulo. Entre seus alunos e orientandos, estão Izidoro Blikstein, Maria Tereza Camargo Biderman, Edna Maria Fernandes dos Santos Nascimento, Ignacio Assis Silva e Lineide do Lago Salvador Mosca.

## Vida

### Primeiros anos
Salum nasceu em Alpinópolis (denominada Ventania até 1914), em Minas Gerais, a 24 de março de 1913. Seus pais eram Nicolau Jorge Salum e Maria Vilela Salum. Realizou o curso primário na Escola Pública Masculina de Alpinópolis, de 1919 a 1922; o secundário, no Ginásio Mineiro de Muzambinho, de 1930 a 1934. Foi neste período em que começou a se interessar nos estudos de linguagem, especialmente pela influência dos professores Antônio Joaquim Correira Pinto (de latim) e de José Saint-Clair Magalhães Alves (de português): o primeiro lhe recomendou a leitura do Manuel des études latines, de Louis Laurand, e o segundo despertou seu gosto pelas questões do vernáculo e do estilo.

### Início da carreira acadêmica
Era de família evangélica, o que o levou a fazer o Curso Pré-Teológico do Instituto José Manuel da Conceição, em Jandira, São Paulo. Tais estudos se deram entre 1935 e 1937 e foram marcados pela influência de diversos professores, entre eles Theodoro Henrique Maurer Júnior, com quem teria longa convivência. Em seguida, de 1937 a 1939, estudou na Faculdade de Filosofia, Ciências e Letras da Universidade de São Paulo, graduando-se em letras clássicas, português e línguas estrangeiras. Finalizou a licenciatura em 1941. Entre seus professores estavam Otoniel Mota, Fidelino de Figueiredo, Mário Pereira de Sousa Lima, Pierre Hourcade, Alfred Bonzon, Francisco Rebelo Gonçalves e Urbano Canuto Soares. De 1938 a 1940, prosseguiu seus estudos teológicos na Faculdade de Teologia da Igreja Presbiteriana Independente de São Paulo. Casou-se, em 1942, com Antoinette Leuba Salum, com quem teve cinco filhos, e, nesse ano, fundou, ao lado de Maurer Júnior e Otoniel Mota, a Igreja Cristã de São Paulo.
Atuou como professor secundário de português, latim, francês e grego de 1937 a 1956, trabalhando nos seguintes estabelecimentos: Instituto José Manuel da Conceição, Ginásio Saldanha da Gama, Colégio Dante Alighieri (à época, Visconde de São Leopoldo), Colégio Bandeirantes, Colégio Rio Branco e Colégio Mackenzie. Na educação pública, lecionou no Colégio Estadual de Mogi das Cruzes e no Colégio Estadual "Prof. Alberto Conte", de Santo Amaro.

### Docência e pesquisa no ensino superior
Sua carreira no ensino superior se iniciou na Faculdade de Teologia da Igreja Metodista do Brasil, onde lecionou de 1942 a 1951. Na Universidade Presbiteriana Mackenzie, foi professor de latim de 1947 a 1959. A partir de 1947, leciona também na Faculdade de Filosofia, Ciências e Letras da USP, inicialmente como Professor Assistente; em 1967, com a aposentadoria de Maurer Júnior, é nomeado regente da Cátedra de Filologia Românica. Doutorou-se em 1954, com a tese A contribuição lingüística do cristianismo na România antiga, e, em 1967, tornou-se livre-docente, com a tese A problemática da nomenclatura semanal românica.
Na USP, desempenhou diversas funções administrativas: foi chefe do Departamento de Linguística e Letras Orientais (1970 - 1973), vice-diretor da Faculdade de Educação (1972 - 1975) e presidente da Comissão de Pós-Graduação da FFLCH (1976 - 1979). O ano de 1969 marca o início do Projeto de Estudo da Norma Urbana Linguística Culta (NURC), do qual foi responsável pela execução na cidade de São Paulo, e a criação do Grupo de Estudos Linguísticos do Estado de São Paulo, cuja reunião fundadora foi convocada por Salum.
Salum aposentou-se em 1983 e faleceu dez anos depois, em 4 de maio de 1993.